# Laurel Griggs
Laurel Griggs (Estados Unidos, 28 de junio de 2006-Nueva York, 5 de noviembre de 2019) fue una actriz infantil estadounidense que actuó principalmente en el teatro Broadway y también apareció en películas y en televisión, incluidas dos apariciones en sketches de Saturday Night Live y una pequeña parte en la película de Woody Allen, Café Society.
Nacida el 28 de junio de 2006, su primera aparición en Broadway fue a la edad de seis años con el personaje de Polly en Cat on a Hot Tin Roof. Asimismo, interpretó al personaje Ivanka en el musical Once durante un período récord de diecisiete meses entre 2013 y 2015. Se informó que su carrera en Broadway abarcó más de mil actuaciones. También apareció en episodios de la serie de televisión Louie y Bubble Guppies.
Falleció de un ataque de asma el 5 de noviembre de 2019 en el Hospital Mount Sinai de Nueva York a los trece años de edad.